# Quận Toole, Montana
Quận Toole là một quận thuộc tiểu bang Montana, Hoa Kỳ. Quận lỵ đóng ở Shelby6. Quận được lập năm 1914 từ một phần các quận Hill và Teton, quận được đặt tên theo Joseph Toole. Dân số theo điều tra năm 2000 của Cục điều tra dân số Hoa Kỳ là 5267 người.

## Địa lý
Theo Cục điều tra dân số Hoa Kỳ, quận này có diện tích 5040 km2, trong đó có 90 km2 là diện tích mặt nước.

### Các quận giáp ranh
- Quận Glacier, Montana - tây
- Quận Pondera, Montana - nam
- Quận Liberty, Montana - đông
- Quận Warner No. 5, Alberta - bắc
- Làng Coutts, Alberta - bắc
- Forty Mile No. 8, Alberta – đông bắc

## Thông tin nhân khẩu
Theo điều tra dân số 2 năm 2000, quận này đã có dân số 5.267 người, 1.962 hộ gia đình, và 1.308 gia đình sống trong quận hạt. Mật độ dân số là 3 người trên một dặm vuông (1/km ²). Có 2.300 đơn vị nhà ở mật độ trung bình của 1 trên một dặm vuông (0/km ²). Thành phần chủng tộc của cư dân sinh sống trong quận gồm 93,89% người da trắng, 0,15% da đen hay Mỹ gốc Phi, 3,19% người Mỹ bản xứ, 0,30% châu Á, Thái Bình Dương 0,02%, 0,32% từ các chủng tộc khác, và 2,13% từ hai hoặc nhiều chủng tộc. 1,16% dân số là người Hispanic hay Latino thuộc một chủng tộc nào. 23,0% là người gốc Đức, Na Uy 19,4%, 10,2% người Ailen, 8,3% và 8,3% người Mỹ gốc tiếng Anh theo điều tra dân số năm 2000. 93,7% nói tiếng Anh, Đức 4,2% và 1,3% người Tây Ban Nha là ngôn ngữ đầu tiên của họ.
Có 1.962 hộ, trong đó 32,30% có trẻ em dưới 18 tuổi sống chung với họ, 56,80% là đôi vợ chồng sống với nhau, 6,50% có một chủ hộ nữ và không có chồng, và 33,30% là không lập gia đình. 30,20% hộ gia đình đã được tạo ra từ các cá nhân và 13,70% có người sống một mình65 tuổi hoặc cao hơn. Cỡ hộ trung bình là 2,47 và cỡ gia đình trung bình là 3.09.
Trong quận cơ cấu độ tuổi dân cư được trải ra với 25,50% dưới độ tuổi 18, 6,80% 18-24, 28,20% 25-44, 23,60% từ 45 đến 64, và 15,90% từ 65 tuổi trở lên người. Độ tuổi trung bình là 39 năm. Đối với mỗi 100 nữ có 106,50 nam giới. Đối với mỗi 100 nữ 18 tuổi trở lên, đã có 107,20 nam giới.
Thu nhập trung bình cho một hộ gia đình trong quận đạt mức USD 30.169, và thu nhập trung bình cho một gia đình là USD 39.600. Phái nam có thu nhập trung bình USD 27.284 so với 19.141 USD đối với phái nữ. Thu nhập bình quân đầu người là 14.731 USD. Có 9,70% gia đình và 12,90% dân số sống dưới mức nghèo khổ, bao gồm 15,00% những người dưới 18 tuổi và 9,50% của những người 65 tuổi hoặc cao hơn.